# Santa Caterina di Valfurva

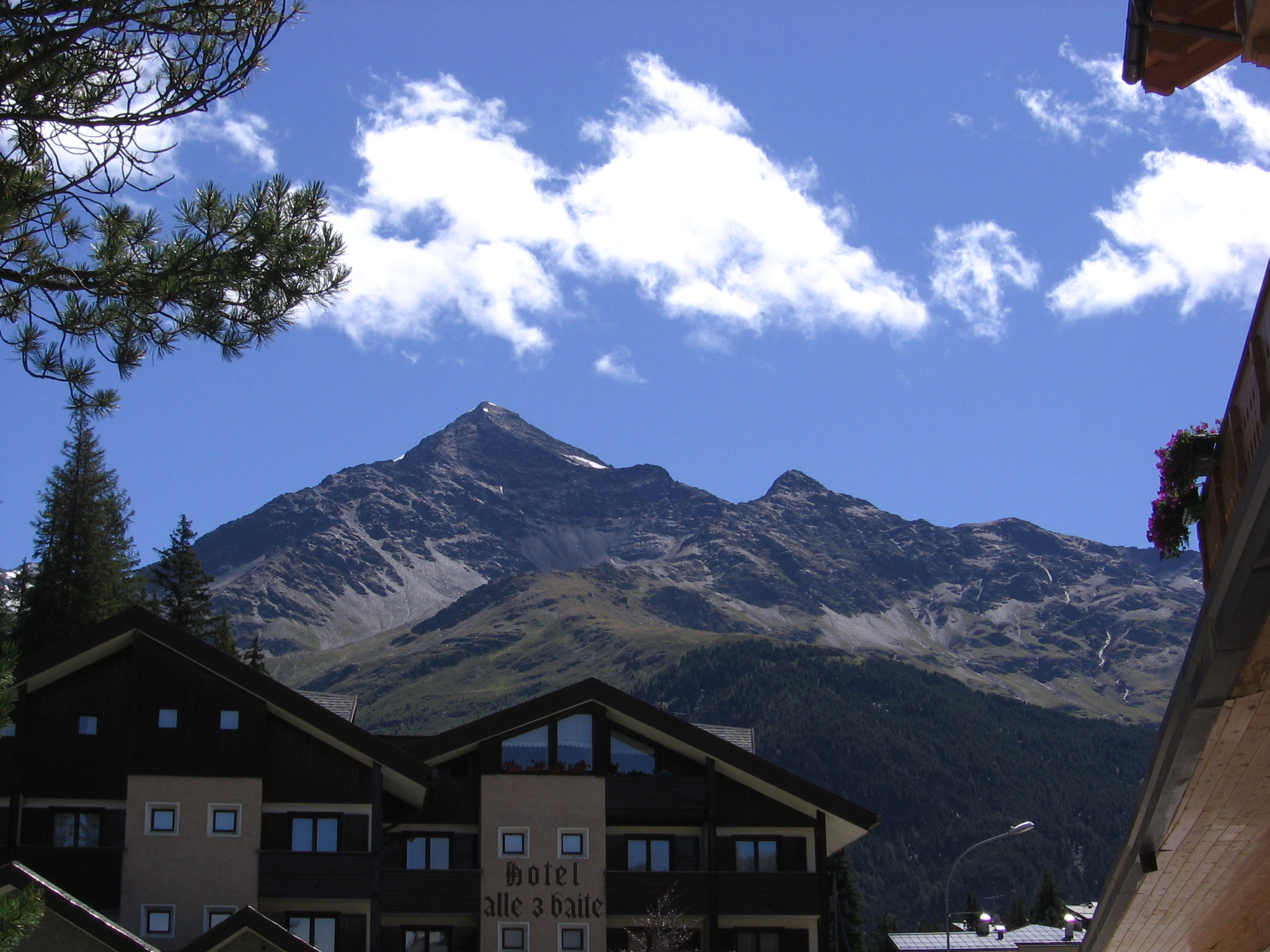

Santa Caterina di Valfurva – miejscowość w gminie Valfurva w Lombardii we Włoszech, ośrodek turystyki górskiej i narciarstwa alpejskiego, położona na wysokości 1.738 m n.p.m. (współrzędne geograficzne 46°25′N, 10°30′E). Około 200 stałych mieszkańców.

## Osoby związane z miejscowością
- Achille Compagnoni – włoski wspinacz, pierwszy zdobywca K2, urodzony w Santa Caterina di Valfurva